# Albufeira e Olhos de Água
 Albufeira e Olhos de Água  es una freguesia portuguesa del municipio de Albufeira, distrito de Faro.

## Historia
Fue creada el 28 de enero de 2013 en aplicación de una resolución de la Asamblea de la República de Portugal promulgada el 16 de enero de 2013 con la unión de las freguesias de Albufeira y Olhos de Água, pasando a estar situada su sede en la antigua freguesia de Albufeira.

## Demografía
| Gráfica de evolución demográfica de Albufeira e Olhos de Água entre 2011 y 2021 |
|                                                                                 |
| Datos según el nomenclátor publicado por el INE portugués.                      |